# Chiesa dell'ultimo testamento
La Chiesa dell'ultimo testamento (in russo Церковь последнего завета?, Cerkov' poslednego zaveta) è un nuovo movimento religioso fondato nel 1991 da Sergej Anatol'evič Torop, o "Vissarion", un ex vigile urbano che si autoproclamò incarnazione di Gesù Cristo in seguito a una visione avvenuta nel 1990. Organizzata in una comunità ideologica principale chiamata "Comunità dell'unica fede", la Chiesa dell'ultimo testamento è stata registrata presso il Ministero della giustizia della Federazione russa e, pertanto, è stata riconosciuta dal governo russo.
Il 25 settembre 2020, la procura del territorio di Krasnojarsk ha inviato una dichiarazione amministrativa al tribunale regionale di Krasnojarsk, con il chiaro intento di revocare la registrazione ufficiale dell'organizzazione di Vissarion e, pertanto, di escluderla dal registro statale unificato dei soggetti giuridici.

## Significato del nome
La chiesa di Sergej Torop è conosciuta come la "Chiesa dell'ultimo testamento": il nome si riferisce direttamente al libro sacro della religione, ossia l'Ultimo testamento, scritto tra il 1997 e il 2001. L'opera, che comprende dieci volumi, ricalca le impronte della Bibbia cristiana, la quale è composta da Antico e Nuovo testamento. In maniera analoga al Libro di Mormon pubblicato da Joseph Smith, l'Ultimo testamento si inserisce nella tradizione biblica come terza opera sacra. Tuttavia l'intenzione di Torop, come si può dedurre dal titolo dell'opera, non è solo quella di redigere un terzo testamento, bensì di far sì che sia anche l'ultimo.
Coloro che appartengono alla Chiesa dell'ultimo testamento vengono spesso chiamati "seguaci di Vissarion" (in russo виссарионовцы?, vissarionovcy) o "vissarioniti" (in russo виссариониты?, vissarionity).

## Dottrina

### Caratteristiche cristiane
La religione creata da Sergej Torop è basata, principalmente, sul cristianesimo ortodosso: molti elementi, come la presenza di un Messia e di un libro sacro che rappresenta un fermo punto di riferimento per la comunità, si possono rintracciare nella religione cristiana. La seconda venuta di Gesù Cristo si incarna nella figura di Vissarion: Sergej Torop sostiene che, nel 1990, egli sia completamente "rinato", assumendo il ruolo del "Cristo ritornato". Per questo motivo, nonostante abbia una madre biologica chiamata Nadežda, egli ha affermato più e più volte che la sua vera genitrice sia Maria, madre di Gesù.
Il fatto che la reincarnazione del Messia e la conseguente fondazione della Chiesa dell'ultimo testamento siano avvenute in concomitanza con la dissoluzione dell'Unione Sovietica, nel 1991, viene visto dai vissarioniti come un segno divino del tutto paragonabile alla venuta di Gesù Cristo stesso, la quale non avrebbe potuto avere luogo se non nel periodo favorevole della Pax Augusti. La dissoluzione dell'Unione Sovietica, una società ufficialmente atea – cfr. ateismo di stato (in russo госатеизм?, gosateizm) – ha favorito una rinascita spirituale, ed è in questo periodo favorevole che la giovane chiesa di Vissarion ha compiuto i suoi primi passi.
La dottrina di Vissarion è considerata antitrinitaria: Vissarion stesso non si considera parte di una trinità, il che lo eleverebbe allo stesso livello di Dio Padre. Egli si limita ad affermare di essere l'incarnazione della Parola di Dio. Dato che la dottrina della Chiesa dell'ultimo testamento sostiene che Vissarion sia la reincarnazione di Gesù Cristo, la reinterpretazione della natura del Cristo stesso è inevitabile, ponendo le credenze vissarionite in aperto contrasto con i dogmi della Chiesa ortodossa.

### Culto della personalità di Vissarion
Il fulcro di questa religione si può identificare in Vissarion, elevato a livello di figura quasi divina dai membri della Chiesa dell'ultimo testamento. Anziché festeggiare il Natale il 25 dicembre, i vissarioniti lo celebrano il 14 gennaio – il giorno di compleanno di Sergej Torop. Vissarion ha sempre l'ultima parola per quanto riguarda la risoluzione di questioni spirituali e religiose, anche quando tali problemi si limitano alla sfera privata: all'individuo vissarionita è vietato prendere decisioni spirituali indipendentemente dall'autorizzazione di Vissarion stesso.
La Comunità dell'unica fede è suddivisa in due parti: la "Città dei maestri", dove vivono i seguaci del culto vissarionita, e la "Dimora dell'alba", ossia la residenza privata di Vissarion, la quale consiste in un lussuoso cottage in stile occidentale in cima a una montagna. Le sue apparizioni pubbliche sono rare: egli preferisce rimanere appartato con la sua famiglia e con i suoi 300 seguaci più fedeli.

### Elementi sincretici
Il culto vissarionita trae ispirazione da varie tradizioni del paganesimo slavo, dalla filosofia mistica di Nikolaj Rerich e persino dal Buddhismo e dall'Islam. L'elemento buddhista più importante della Chiesa dell'ultimo testamento è sicuramente la reincarnazione, seguita da una visione del desiderio materiale in cui quest'ultimo, simbolo di una costante ricerca del piacere carnale, dev'essere estirpato. Un'altra caratteristica di ovvia derivazione buddhista è il veganismo, uno stile di vita adottato da tutti i vissarioniti.
Il sincretismo della Chiesa dell'ultimo testamento è una caratteristica apertamente accettata dai vissarioniti: durante il battesimo viene tracciata una croce e, intorno ad essa, viene disegnato un cerchio. Questo significherebbe l'unione delle quattro religioni, i.e. l'ebraismo, il cristianesimo, l'Islam e il buddhismo: quattro tasselli diversi dello stesso mosaico creato da Dio, la cui sintesi è stata raggiunta solo grazie all'operato di Vissarion.

### Millenarismo
Come molti altri nuovi movimenti religiosi, il "vissarionesimo" dà una grande importanza al millenarismo, ossia la credenza in un'imminente fine del mondo. Secondo Torop, essa avverrà a causa di un esponenziale sviluppo della tecnologia che renderà il mondo completamente invivibile. Tuttavia, secondo la Chiesa dell'ultimo testamento, il periodo che segue la distruzione apocalittica predetta da Vissarion è di gran lunga più importante, poiché i vissarioniti saranno gli unici in grado di sopravvivere: la costituzione genetica del loro organismo cambierà in modo tale da far sì che possano respirare l'azoto al posto dell'ossigeno.
La fine del mondo è stata spostata più e più volte nel contesto del culto vissarionita. La prima data identificata da Vissarion è il 2000, l'anno che, secondo lui, avrebbe visto un impatto astronomico tra la Terra e una cometa, il che avrebbe portato a una grande distruzione sulla falsariga del cataclisma di Nibiru. Questo avrebbe, inoltre, causato l'esplosione delle testate nucleari in Nevada e tutta la superficie terrestre sarebbe stata soffocata da uno spesso strato di sabbia. Dopodiché, l'evento apocalittico è stato posticipato al 2003, l'anno in cui gran parte della popolazione mondiale si sarebbe convertita al culto di Vissarion e, pertanto, avrebbe acquisito l'abilità di riprogrammare il proprio corpo. In seguito ai primi due tentativi falliti, Vissarion ha cercato di vietare la propagazione dei suoi primissimi testi e, nel contempo, ha continuato a prevedere più e più volte la fine del mondo (cfr. l'intero periodo che va dal 2003 al 2013 rappresenta un altro di questi "termini massimi" della presunta fine del mondo).

### Ruolo delle donne
Nei primi anni in seguito alla fondazione della Chiesa dell'ultimo testamento, Vissarion si è accorto di un problema che avrebbe messo a repentaglio lo sviluppo della Comunità dell'unica fede, ossia il fatto che le donne erano più numerose degli uomini. Per risolvere questa situazione, egli ha deciso di consentire l'adozione della pratica del "triangolo amoroso" (in russo любовный треугольник?, ljubovnyj treugol'nik), effettivamente permettendo attività poligame nel contesto della comunità vissarionita. La visione vissarionita della figura femminile è estremamente tradizionalista e maschilista: il ruolo della donna consiste esclusivamente nel fedele servizio prestato al proprio marito e in un diligente lavoro quotidiano nell'orto di famiglia.
Vissarion stesso è noto per le sue pratiche poligame: all'età di 50 anni, nonostante avesse già una moglie che gli aveva dato cinque figli, egli ha sposato una ragazza di 19 anni, la quale gli era stata già vicina a partire dall'età di 7 anni. Inoltre, nel 2001, egli è stato accusato di stupro nei confronti di una minorenne bulgara, il che ha causato astio e malcontento tra gli abitanti bulgari della Comunità dell'unica fede, i quali hanno deciso di lasciare immediatamente il culto.

### Posizione sugli extraterrestri
La Chiesa dell'ultimo testamento non solo non esclude la possibilità che possano esistere delle forme di vita extraterrestri, ma la propone persino come una delle verità inalienabili della religione stessa. Secondo il credo vissarionita, l'universo è composto da due materie: la natura e l'anima umana. Quest'ultima appartiene solo e soltanto agli umani che popolano il pianeta Terra; gli alieni sono forme di vita intelligenti ma completamente sterili, poiché sprovviste della materia che compone lo spirito umano. Gli extraterrestri, negli scritti di Vissarion, vengono chiamati con l'appellativo di "menti dello spazio".
L'alieno delle credenze vissarionite si scosta poco dalle rappresentazioni degli extraterrestri nella cultura di massa, dato che, spesso, fa leva su un linguaggio immaginifico stabilito durante il secondo dopoguerra, che è caratterizzato, per esempio, da UFO nella forma di dischi volanti. Sergej Torop, prima di diventare il nuovo Messia, era in stretto contatto con i membri di un centro di ricerche sugli UFO a Minusinsk e, anche in seguito alla fondazione della Chiesa dell'ultimo testamento, è rimasto così interessato a questi argomenti che un ex membro della chiesa l'ha descritto come un "appassionato di UFO".

## Storia
La nascita e lo sviluppo della Chiesa dell'ultimo testamento è strettamente legata al panorama spirituale degli anni '90: la riscoperta dei legami tra l'uomo e la natura, il ritorno a una forte religiosità e spiritualità, l'idea dell'incombente prossimità della fine del mondo e il desiderio di creare un'unica religione universale non sono altro che una reazione al vertiginoso sviluppo tecnologico e all'inesorabile percorso sociale verso l'alienazione dell'uomo. La disgregazione dell'Unione sovietica ha dato inizio a una fiorente attività spirituale; le caratteristiche sociali e politiche tipiche dell'epoca postmoderna rappresentano gli elementi costitutivi di tali nuovi culti. La religione creata da Vissarion si inserisce, dunque, in questo contesto di trasformazione sociale.
Nato nel 1961 a Krasnodar, Sergej Torop è vissuto in un relativo anonimato fino alla sua presunta "rinascita", avvenuta nel 1990. Dopo due anni al servizio dell'Armata sovietica, egli ha lavorato come poliziotto nella piccola città di Minusinsk, finché non è stato licenziato nel 1989. Nel 1992 fonda l'ecovillaggio Tiberkul, dove i suoi seguaci avrebbero potuto vivere seguendo i suoi precetti. Al giorno d'oggi l'ecovillaggio ha esteso la propria influenza sugli insediamenti limitrofi come, per esempio, Petropavlovka e Čeremšanka; i suoi abitanti hanno raggiunto l'autosufficienza alimentare, coltivando la terra durante i mesi estivi in vista dei rigidi inverni siberiani. Nel 2003 il numero dei membri si aggirava intorno ai 5.000, con decine di seguaci nelle grandi città russe, i.e. Mosca, Novosibirsk, San Pietroburgo e Soči. Nel 2020 i vissarioniti sono 10.000, metà dei quali vive nel territorio siberiano di Krasnojarsk. I seguaci più fidati di Vissarion, che vivono nella "Dimora dell'alba", sono in tutto 200.
Nel settembre del 2020, le autorità russe hanno arrestato Vissarion, accusandolo di aver creato un culto illegale e di aver continuamente perpetrato abusi e violenze emotive nei confronti dei suoi seguaci, estorcendo spesso grandi quantitativi di denaro da questi ultimi. Insieme a Vissarion sono stati arrestati anche i suoi collaboratori più fedeli, ossia Vladimir Vedernikov e Vadim Redkin il quale, ai tempi dell'Unione sovietica, suonava la batteria in una band. Le tre importanti figure della comunità vissarionita rischiano di scontare una reclusione di 12 anni; l'incolumità della stessa Chiesa dell'ultimo testamento è stata messa a repentaglio, dato che i suoi dogmi sono in diretto contrasto con i diritti e le libertà fondamentali dei cittadini garantiti dalla Federazione russa. Gli obiettivi delle autorità russe sono tuttora incerte: la Chiesa ortodossa russa si è sempre opposta al culto vissarionita; tuttavia, fino a quel momento, non c'era mai stato un intervento diretto da parte degli alti ufficiali. È anche possibile che le imprese locali, in costante conflitto con la crescente Comunità dell'unica fede, abbiano deciso di coalizzarsi contro quest'ultima, entrando in contatto con le forze speciali russe.